# Ureta quadrispinosa
Pour les articles homonymes, voir Ureta (homonymie).
Espèce
Synonymes
- Euophrys quadrispinosa Lawrence, 1938

Ureta quadrispinosa est une espèce d'araignées aranéomorphes de la famille des Salticidae.

## Distribution
Cette espèce est endémique du KwaZulu-Natal en Afrique du Sud,. Elle se rencontre vers Umhlali.

## Description
La femelle décrite par Azarkina et Foord en 2013 mesure 3,27 mm.

## Publications originales
- Lawrence, 1938 : A collection of spiders from Natal and Zululand. Annals of the Natal Museum, vol. 8, no 3, p. 455–524.